# Резьбовое соединение M42×1

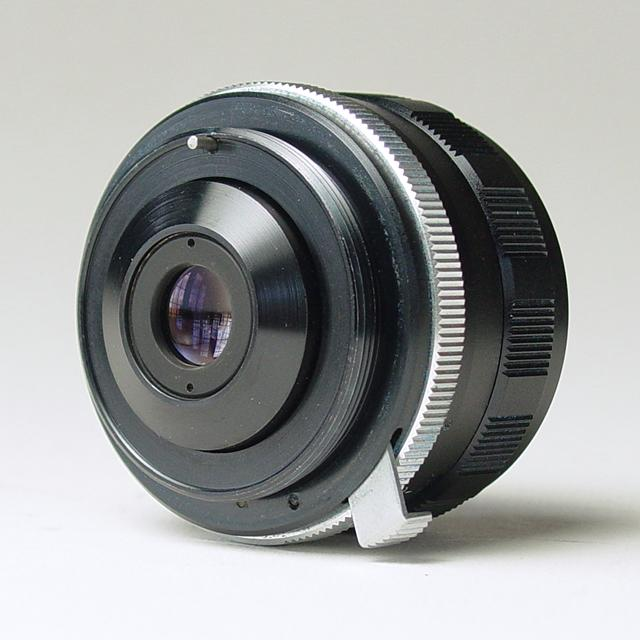
Резьбовое соединение M42×1/45,5 объектива «Auto-Takumar» 3.5/35
С торца вверху — толкатель пружинной нажимной диафрагмы, справа на оправе — рычаг её взвода

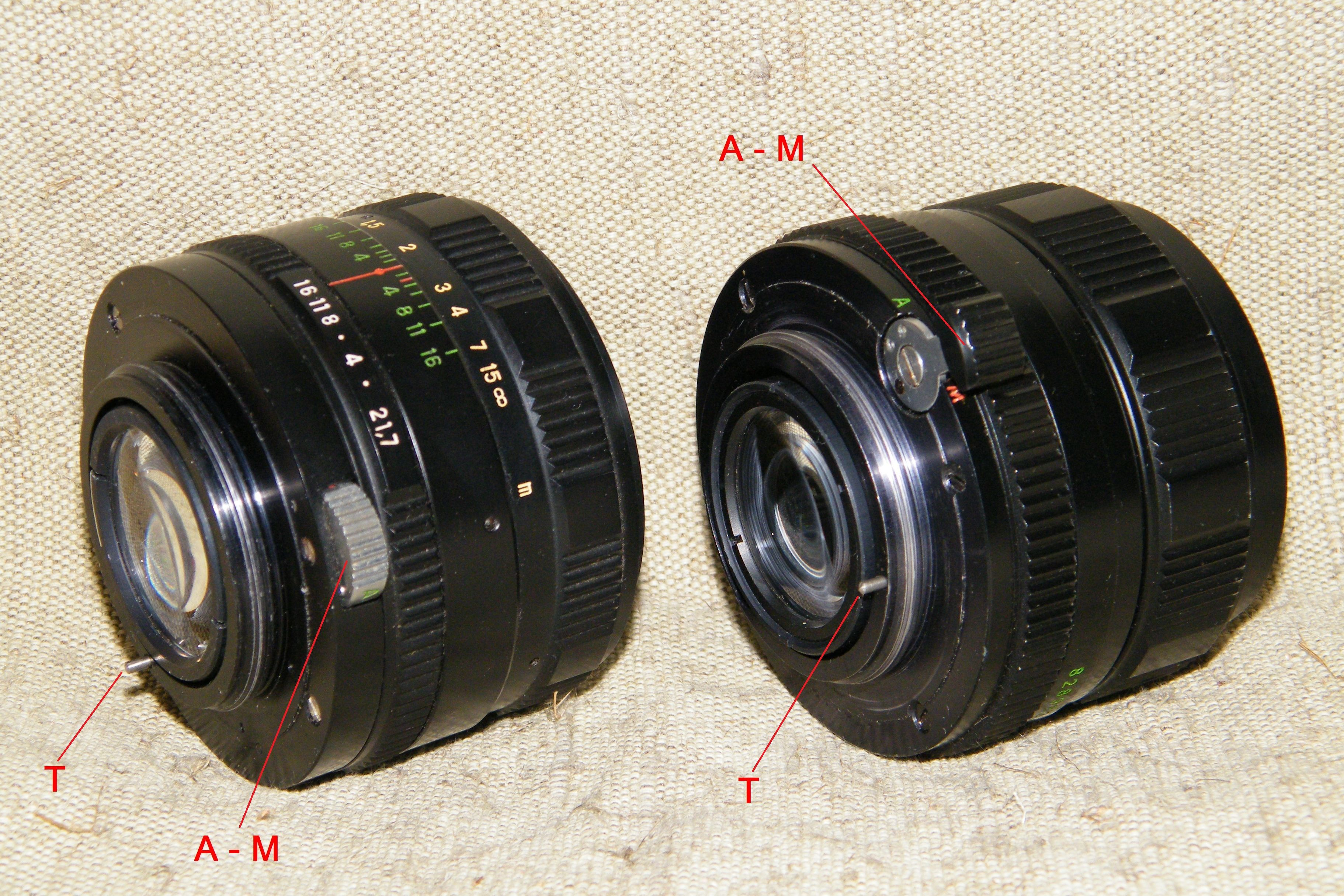
Объективы «Зенитар-М» 1,7/50 (слева) и «Гелиос-44М-4» 2,0/58 (справа) с резьбовым соединением M42×1/45,5.
С торца — толкатели «прыгающей» диафрагмы, на оправе — переключатели режимов «А-М»

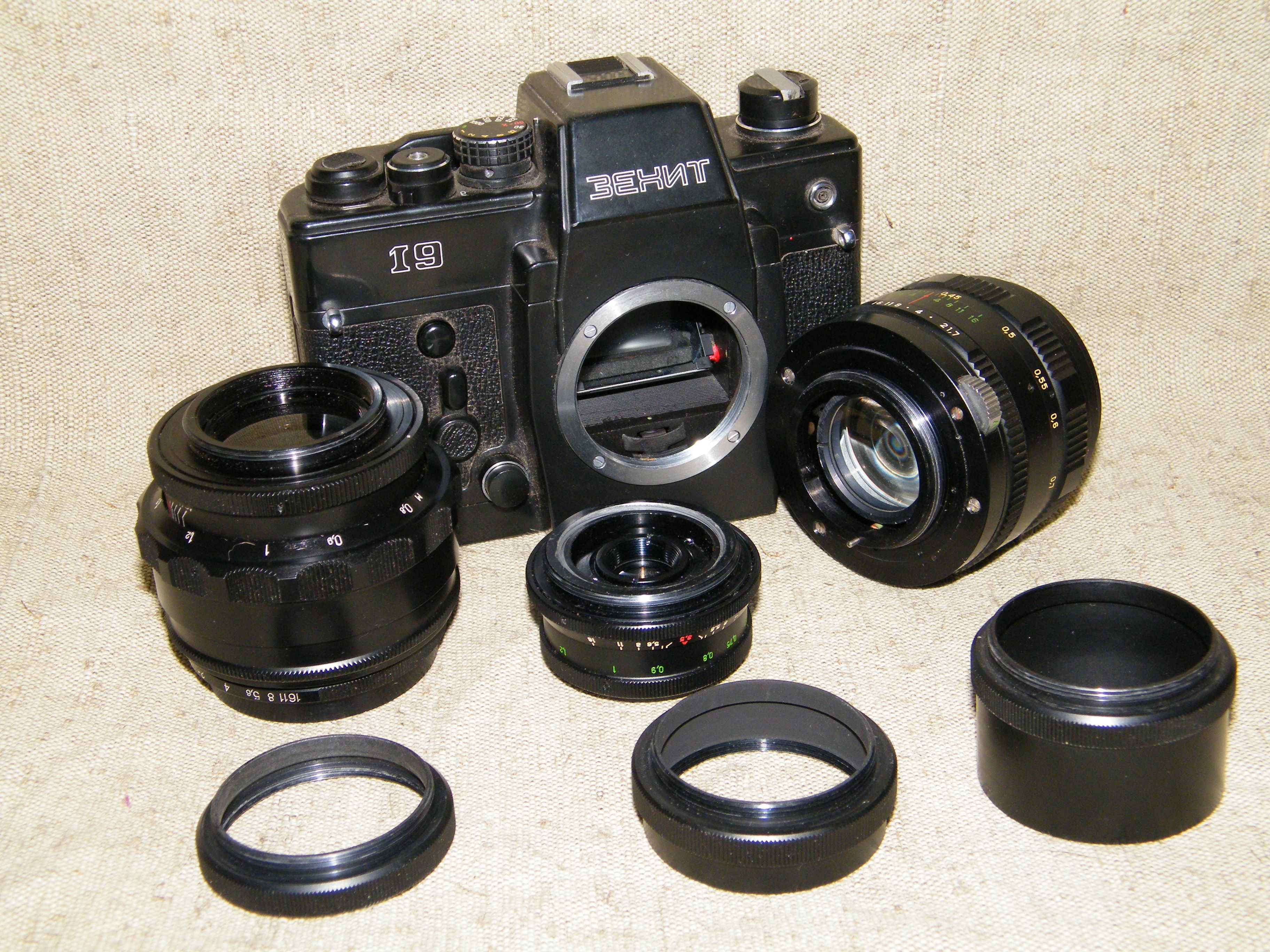
Однообъективный зеркальный фотоаппарат «Зенит-19» с комплектом оптики и удлинительные кольца стандарта М42×1

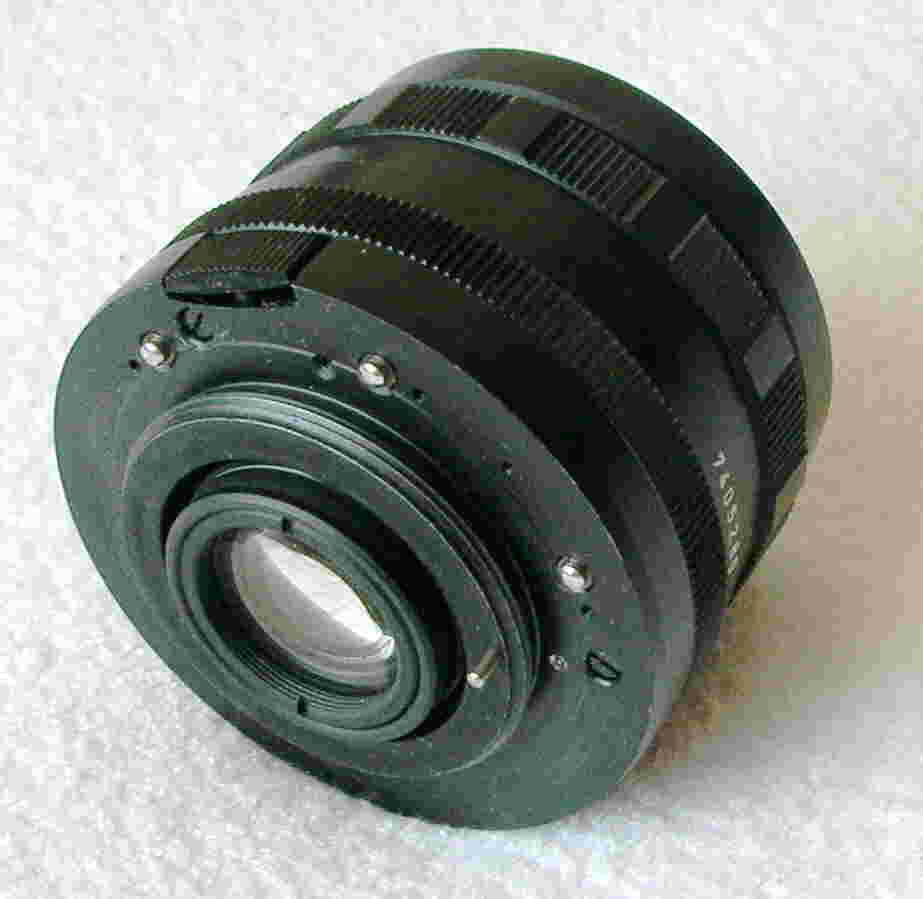
Объектив Pentacon electric 2.8/29 с электрической передачей значений диафрагмы, ГДР. На опорной плоскости видны три электрических контакта

Резьбово́е соедине́ние M42×1 — резьбовое крепление объектива к однообъективным зеркальным фотоаппаратам с диаметром резьбы 42 мм и шагом резьбы 1 мм. Рабочий отрезок составляет 45,5 мм. Описывается ГОСТ 10332-72. Стандарт получил наиболее широкое распространение в аппаратуре фирм Asahi Optical, Praktica и советских фотоаппаратах «Зенит».

## История
Предшественницей данного стандарта является резьбовое соединение M39×1/28,8, получившее распространение c 1930-х годов на дальномерных фотоаппаратах Leica и их клонах. В СССР резьбовое соединение M39×1/28,8 применялось на фотоаппаратах «ФЭД» и «Зоркий».
После появления однообъективных зеркальных фотоаппаратов появилась необходимость адаптировать крепление объектива в связи с значительным увеличением рабочего отрезка .
При создании первой немецкой однообъективной зеркальной камеры Praktiflex в 1939—1946 годах было также создано и новое крепление с диаметром резьбы 40 мм. В 1947 году немецкий инженер Зигфрид Бём (Siegfried Böhm), начавший работу по усовершенствованию Praktiflex, разработал новое унифицированное крепление диаметром 42 мм (шаг резьбы 1 мм, рабочий отрезок 45,5 мм) для камеры Praktiflex II. Новое крепление получило дальнейшее развитие на первом однообъективном зеркальном фотоаппарате с пентапризмой Zeiss Contax S в 1949 году и последующих моделях.
На первом японском однообъективном зеркальном фотоаппарате Asahiflex I, выпущенном в 1952 году использовалась резьба M37×1, как и на следующей модели Asahiflex II. При дальнейшем развитии и проектировании был учтён опыт немецких инженеров и использована резьба M42×1/45,5. Следующее поколение фотоаппаратов было выпущено в 1957 году и названо Asahi Pentax. Новая камера предлагала ряд технических нововведений и стала весьма популярной. В больших количествах камера и её модификации экспортировалась в США, где резьба M42×1 стала больше известна как «универсальная резьба Pentax» (англ. Pentax universal screw mount). В технической литературе Asahi/Pentax также встречается упоминание величины рабочего отрезка 45,46 мм.
На первых советских однообъективных зеркальных фотоаппаратах семейства «Зенит» («Зенит», «Зенит-С», «Зенит-3», «Зенит-3М», «Кристалл») с 1952 года применялось резьбовое соединение M39×1 с увеличенным до 45,2 мм рабочим отрезком. Такое решение обосновывалось изготовлением «дальномерных» и «зеркальных» объективов на одних токарных станках и приводило к тому, что фотолюбители по ошибке могли приобрести «не те» объективы.
Экспортное производство фотоаппарата «Зенит-Е» с резьбой M42×1/45,5 в конечном итоге вызвало рост производственных затрат и с 1967 года крепление M39×1/45,2 на фотоаппаратах для внутреннего рынка было постепенно заменено на M42×1/45,5.
В дальнейшем объективы и камеры стали оснащаться приводом прыгающей диафрагмы, на оправе объектива устанавливался переключатель «А-М» (автоматическое и ручное управление), на некоторых объективах переключатель отсутствовал (только управление диафрагмой от камеры).
С появлением автоматических фотоаппаратов с приоритетом диафрагмы стала применяться электрическая передача значений диафрагмы от объектива в камеру (советский «Зенит-18», фотоаппараты серии Praktica ЕЕ производства ГДР).

## Сравнение с креплениями других производителей
| Название                       | Рабочий отрезок, мм              | Диаметр, мм                | Размер кадра                    | Тип                                                        | Годы производства                     |
| ------------------------------ | -------------------------------- | -------------------------- | ------------------------------- | ---------------------------------------------------------- | ------------------------------------- |
| Mamiya RB                      | 112,0                            | ?                          | 6×7 см                          | байонет с замком на объективе                              | ?                                     |
| Mamiya RZ                      | 105,0                            | ?                          | 6×7 см                          | байонет с замком на объективе                              | ?                                     |
| Rolleiflex SL66                | 102,8                            | ?                          | 6×6 см                          | байонет                                                    | 1966—1992                             |
| Bronica                        | 101,7                            | 57                         | 6×6 см                          | байонет с многозаходной резьбой                            | ?                                     |
| Pentax 67                      | 84,95                            | ?                          | 6×7 см                          | наружный и внутренний байонет                              | ?                                     |
| Bronica GS1                    | ?                                | ?                          | 6×7 см                          | байонет                                                    | 1983—2002                             |
| Байонет В                      | 82,1                             | 60                         | 6×6 см                          | байонет с трёхзаходной резьбой                             | С 1957 года                           |
| Kowa Six / Super 66            | 79                               | ?                          | 6×6 см                          | накидное кольцо                                            | 1968—1974                             |
| Hasselblad 500/2000            | 74,9                             | ?                          | 6×6 см                          | байонет                                                    | —                                     |
| Байонет Б                      | 74,0                             | 60                         | 6×6 см                          | байонет с накидным кольцом                                 | С 1957 года                           |
| Rolleiflex SLX                 | 74                               | 75                         | 6×6 см                          | четырёхлепестковый байонет                                 | С 1976 года                           |
| Pentax 645                     | 70,87                            | ?                          | 6×4,5 см                        | байонет                                                    | —                                     |
| Mamiya 645                     | 63,3                             | ?                          | 6×4,5 см                        | байонет                                                    | С 1975 года                           |
| Leica Visoflex                 | 62,5                             | ?                          | 24×36 мм                        | байонет                                                    | 1935—1984                             |
| Hasselblad H                   | 61,63                            | ?                          | 6×4,5 см                        | байонет                                                    | ?                                     |
| Leica S                        | ?                                | ?                          | 54×45 мм                        | байонет                                                    | С 2008 года                           |
| T2-mount («М42×0,75»)          | 55                               | 42                         | 24×36 мм                        | резьба                                                     | С 1962 года — современный вид T-mount |
| Topcon UV                      | 55                               | ?                          | 24×36 мм                        | байонет                                                    | c 1964 года                           |
| T-mount («М37×0,75»)           | 50,2                             | 37                         | 24×36 мм                        | резьба                                                     | 1957-1962                             |
| Praktina                       | 50                               | 46                         | 24×36 мм                        | накидное кольцо                                            | c 1952 года                           |
| Icarex                         | 48                               | ?                          | 24×36 мм                        | накидное кольцо                                            | 1966—1971                             |
| Байонет Contax N               | 48                               | ?                          | 24×36 мм                        | байонет                                                    | с 2001                                |
| Байонет Ц (Зенит-4)            | 47,58                            | 47                         | 24×36 мм                        | Вариант байонета DKL                                       | 1964—1968                             |
| Байонет Leica R                | 47,0                             | ?                          | 24×36 мм                        | байонет                                                    | С 1964 года                           |
| Байонет Nikon F                | 46,5                             | 44                         | 24×36 мм                        | трёхлепестковый байонет                                    | С 1959 года                           |
| Olympus OM                     | 46                               | ?                          | 24×36 мм                        | трёхлепестковый байонет с замком на объективе              | 1972—2002                             |
| Contarex                       | 46                               | ?                          | 24×36 мм                        | трёхлепестковый байонет                                    | 1958—1966                             |
| Rolleiflex SL35                | 45,6                             | ?                          | 24×36 мм                        | трёхлепестковый байонет                                    | ?                                     |
| Байонет Contax-Yashica         | 45,5                             | 48                         | 24×36 мм                        | трёхлепестковый байонет                                    | 1975—?                                |
| Байонет K                      | 45,5                             | 48,5                       | 24×36 мм                        | трёхлепестковый байонет                                    | С 1976 года                           |
| Altix                          | 45,5 наружный; 42,5 внутренний   | ?                          | 24×36 мм                        | накидное кольцо                                            | 1939—1959                             |
| Mamiya E/EF (ZE/CS)            | 45,5                             | 49                         | 24×36 мм                        | байонет                                                    | С 1980 года                           |
| Pentina                        | 45,5                             | ?                          | 24×36 мм                        | накидное кольцо                                            | С 1960 года                           |
| M42×1                          | 45,5                             | 42                         | 24×36 мм                        | резьба                                                     | С 1948 года                           |
| M37×1                          | 45,46                            | 37                         | 24×36 мм                        | резьба                                                     | c 1939                                |
| Зенит                          | 45,2                             | 39                         | 24×36 мм                        | резьба                                                     | 1953—1967                             |
| Exakta                         | 44,7                             | 38                         | 24×36 мм                        | Трёхлепестковый байонет                                    | —                                     |
| Байонет DKL                    | 44,7                             | 47                         | 24×36 мм                        | Включает центральный затвор и привод регулировки диафрагмы | С 1957 года                           |
| Байонет А (Minolta A / Sony α) | 44,50                            | 49.7                       | 24×36 мм                        | трёхлепестковый байонет                                    | С 1986 года                           |
| Rolleiflex SL35                | 44,46                            | —                          | 24×36 мм                        | байонет                                                    | 1970—1998                             |
| Praktica B                     | 44,40                            | 48,5                       | 24×36 мм                        | байонет                                                    | С 1980 года                           |
| M40×1                          | 44                               | 40                         | 24×36 мм                        | резьба                                                     | 1938—1947                             |
| Canon EF                       | 44                               | 54                         | 24×36 мм                        | трёхлепестковый байонет                                    | С 1987 года                           |
| Canon EF-S                     | 44                               | 54                         | 22,2×14,8 мм                    | трёхлепестковый байонет                                    | С 2004 года                           |
| Байонет Sigma SA               | 44                               | 44                         | 24×36 мм                        | байонет                                                    | С 1992 года                           |
| Байонет Киев-Автомат           | 44,0                             | 41                         | 24×36 мм                        | байонет                                                    | 1965—1985                             |
| Minolta SR/MC/MD               | 43,50                            | ?                          | 24×36 мм                        | трёхлепестковый байонет                                    | 1958—2001                             |
| Fujica X                       | 43,5                             | ?                          | 24×36 мм                        | трёхлепестковый байонет                                    | ?                                     |
| Petriflex                      | 43,5                             | ?                          | 24×36 мм                        | накидное кольцо                                            | С 1963 года                           |
| en:Rectaflex Rectaflex         | 43,4                             | ?                          | 24×36 мм                        | байонет                                                    | 1947—1958                             |
| M41,2x1                        | 42,05                            | 41,2                       | 24×36 мм                        | резьба                                                     | С 1947 года                           |
| Байонет Д                      | 42,0                             | 40,5                       | 24×36 мм                        | накидное кольцо                                            | С 1965 года                           |
| Canon R                        | 41,9                             | 48                         | 24×36 мм                        | накидное кольцо                                            | 1959—1964                             |
| Canon FL                       | 41,9                             | 48                         | 24×36 мм                        | накидное кольцо                                            | 1964—1971                             |
| Canon FD                       | 41,9                             | 48                         | 24×36 мм                        | накидное кольцо                                            | 1971—1990                             |
| Canon FDn                      | 41,9                             | 48                         | 24×36 мм                        | байонет                                                    | 1978—1990                             |
| Байонет Miranda                | 41,5                             | 44                         | 24×36 мм                        | четырёхлепестковый байонет с резьбой 44×1                  | 1954-1974                             |
| Konica F                       | 40,5                             | 40                         | 24×36 мм                        | байонет                                                    | 1960—1963                             |
| Konica AR                      | 40,5                             | ?                          | 24×36 мм                        | байонет                                                    | 1965—1988                             |
| Стандарт 4:3                   | 38,67                            | 50                         | 17,3×13 мм                      | байонет                                                    | С 2003 года                           |
| Alpa                           | 37,8                             | 48                         | 24×36 мм                        | байонет                                                    | —                                     |
| Hasselblad XPan                | 34,27                            | ?                          | 24×65 мм                        | байонет                                                    | c 1998 года                           |
| Байонет Contax-Киев RF         | 34,85 наружный; 31,85 внутренний | 49 наружный; 36 внутренний | 24×36 мм                        | наружный и внутренний байонет                              | 1932—1985                             |
| Байонет Contax G               | 28,95                            | ?                          | 24×36 мм                        | байонет                                                    | 1994—2005                             |
| Olympus Pen F                  | 28,95                            | ?                          | 24×18 мм                        | байонет                                                    | С 1963 года                           |
| M39×1/28,8                     | 28,8                             | 39                         | 24×36 мм                        | резьба                                                     | 1932—1995                             |
| Нарцисс                        | 28,8                             | 24                         | 14×21 мм                        | резьба                                                     | 1961—1965                             |
| Байонет Leica M                | 27,8                             | ?                          | 24×36 мм                        | четырёхлепестковый байонет                                 | С 1954 года                           |
| M39×1/27,5                     | 27,5                             | 39                         | 18×24 мм                        | резьба                                                     | 1967—1974                             |
| Байонет 110                    | 27                               | ?                          | 17×13 мм                        | байонет                                                    | С 1978 года                           |
| Байонет Fujifilm G             | 26,7                             | ?                          | 32,9×43,8 мм                    | байонет                                                    | С 2017 года                           |
| Samsung NX                     | 25,5                             | 42                         | 23,4×15,6 мм                    | байонет                                                    | С 2010 года                           |
| Canon RF                       | 20                               | 54                         | 24×36 мм                        | байонет                                                    | С 2018 года                           |
| Байонет L                      | 20                               | 51,6                       | 24×36 мм                        | байонет                                                    | С 2014 года                           |
| Микро 4:3 (Micro Four Thirds)  | 19,25                            | 44                         | 17,3×13 мм                      | байонет                                                    | С 2008 года                           |
| Canon EF-M                     | 18                               | 47                         | 22,3×14,9 мм                    | байонет                                                    | С 2012 года                           |
| Байонет E (Sony NEX)           | 18                               | 46,1                       | 24×36 мм                        | байонет                                                    | С 2010 года                           |
| Fujifim X                      | 17,7                             | 40,6                       | 23,6×15,6 мм                    | байонет                                                    | С 2012 года                           |
| Nikon 1                        | 17                               | ?                          | 13,2×8,8 мм                     | байонет                                                    | 2011—2018                             |
| Байонет Nikon Z                | 16                               | 55                         | 24×36 мм                        | четырёхлепестковый байонет                                 | С 2018 года                           |
| Pentax Q                       | 9,2                              | ?                          | 6,17×4,55 мм; 7,44×5,58 мм (Q7) | байонет                                                    | С 2011 и 2013 года                    |
| Samsung NX-M                   | 7,3                              | ?                          | 13,2×8,8 мм                     | байонет                                                    | ?                                     |

### Преимущества резьбы M42×1 по сравнению с байонетным креплением

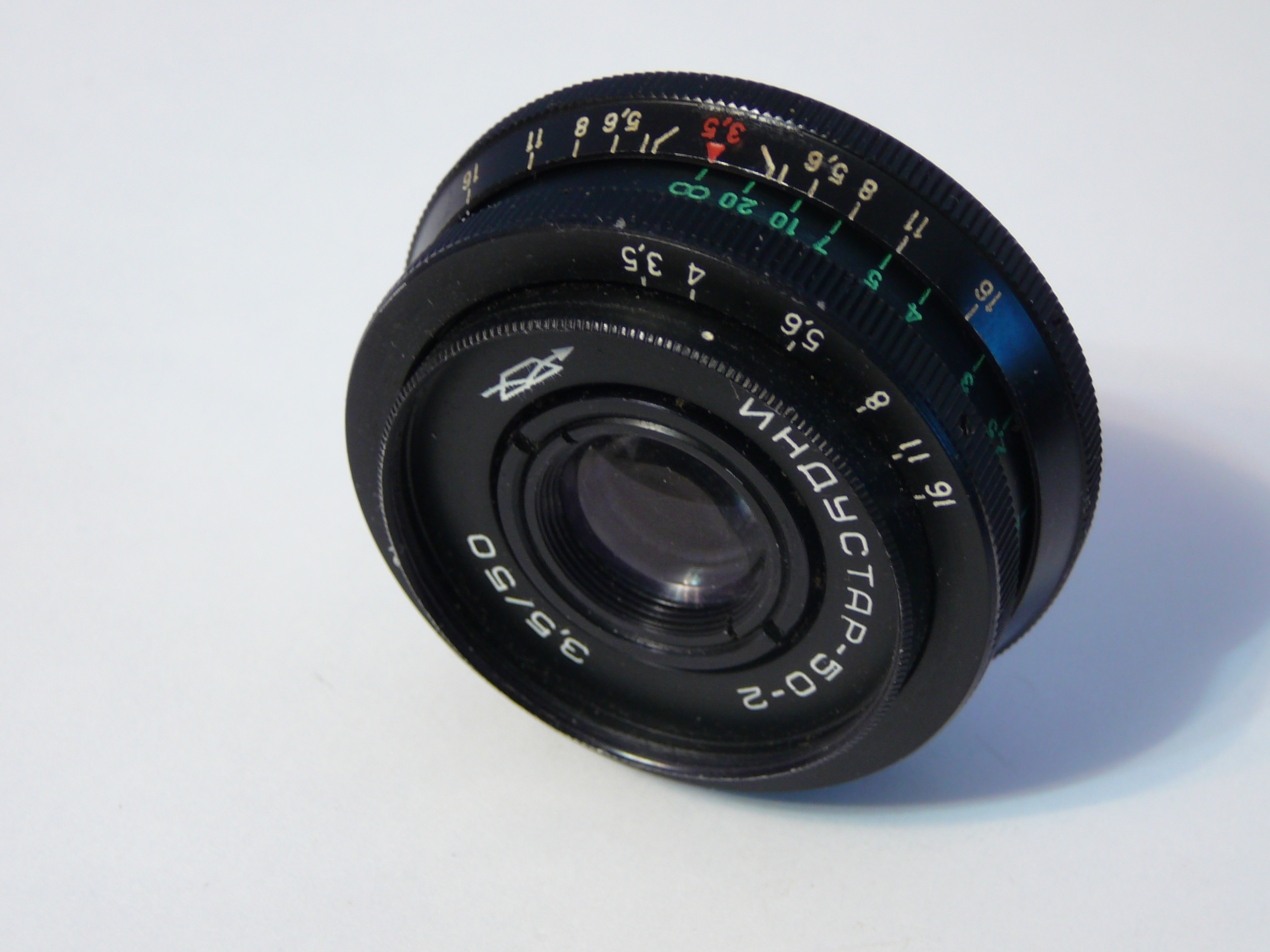
«Индустар-50-2» — один из малогабаритных объективов с креплением M42

- Относительная простота и дешевизна производства: изготовление резьбы не требует работы на фрезерном станке.
- Стандартизация и широкое распространение: данное соединение было использовано многими производителями объективов и фотоаппаратов по всему миру, обеспечивая совместимость произведённой техники.

### Недостатки резьбы M42×1 по сравнению с байонетным креплением
- Менее оперативная установка и снятие объектива с камеры: для снятия объектива требуется примерно четыре оборота.
- Неоднозначность положения управляющих элементов объектива при соединении с камерой: отечественным стандартом предусмотрено совпадение в пределах 10°, но данной величины недостаточно для ввода значений диафрагмы в экспонометрическое устройство, управления автофокусировкой и изменением фокусного расстояния.

По этой причине с распространением автоматических однообъективных зеркальных фотоаппаратов (со светоизмерением на открытой диафрагме, с автофокусировкой) резьбовое крепление M42×1 было вытеснено байонетным (байонет К, байонет F, байонет Minolta, байонеты Canon).

## Производители и оборудование
В СССР большинство фотоаппаратов «Зенит» выпущено с резьбовым креплением M42×1.
Заводами КМЗ, «Арсенал», ВОМЗ, БелОМО, ЛЗОС, «Юпитер», КОМЗ было изготовлено большое количество объективов семейств «Гелиос», «Индустар», «Зенитар», «Пеленг», «Рубинар», «Юпитер», «МТО» с резьбовым креплением M42×1.
Кроме фотоаппаратов «Зенит», резьбовое соединение M42×1 применялось на кинокамерах «Красногорск-3» производства КМЗ.
За рубежом многие производители фотоаппаратов и объективов выпускали технику с креплением M42×1:
- Carl Zeiss
- Chinon
- Cosina
- Fujifilm (Fujica)
- Kyocera
- Yashica
- Contax
- Schneider
- Pentacon
- Praktica[16]
- Pentax/Asahi (Takumar[17], Spotmatic)
- Vivitar
- Voigtländer

Другие иностранные компании также выпускали фототехнику с креплением M42×1 в небольших количествах или изготавливали оборудование на партнёрских условиях.

## Установка других объективов на фотоаппараты с резьбой M42×1
- На фотоаппараты с резьбовым креплением M42×1 могут быть установлены объективы с рабочим отрезком, бо́льшим чем 45,5 мм. Наиболее известны адаптеры для объективов с байонетом Б и байонетом В (средний формат).
- Адаптеры для установки объективов от других малоформатных фотоаппаратов на камеры с резьбовым креплением M42×1 не существуют (кроме объективов с креплением Leica R). Подобная установка невозможна из-за меньшего рабочего отрезка и большого диаметра байонета. Если адаптер изготовить самостоятельно — возможна только макросъёмка.
- Красногорский механический завод выпускал рекомендации по переделке некоторых объективов с резьбовым креплением М39×1/45,2 от старых «Зенитов» на резьбу M42×1[19]

## Установка объективов с резьбой M42×1 на другие малоформатные фотоаппараты
Возможность установки старых фотографических объективов на современные фотокамеры открывает большие возможности для творческого выражения фотографа, ввиду наличия большого количества сменной оптики. Кроме того, такие системы получаются дешевле современных объективов с электронным управлением.
Управление фокусировкой и диафрагмой может производиться только вручную. В некоторых случаях в адаптер необходимо встраивать электронное устройство, без которого автоматика камеры отказывается работать.
Если объектив с «прыгающей» диафрагмой не имеет переключателя режимов «А-М», следует принудительно заблокировать толкатель в нажатом положении или использовать адаптер соответствующей конструкции.

### M42×1 — Байонет K
В данном случае рабочие отрезки резьбового крепления M42×1 и байонета К равны (45,5 мм).
Pentax, КМЗ, ЛОМО и другие производители поставляют адаптеры для установки объективов с резьбовым креплением M42х1 на камеры с байонетом К.
Из-за необходимости обойти патент, которым был защищён оригинальный адаптер M42×1/K (патент США N. 4017878), в СССР выпускалось как минимум три варианта камерной части байонета. Различия между ними — только в способе фиксации соответствующего адаптера. Желательно, чтобы объектив своей опорной поверхностью закрывал фиксирующий штырь замка байонета.
При установке объективов с узкой опорной поверхностью («Гелиос-44-2», «Мир-1В» и др.) могла быть недостаточная фиксация байонета, люфт, посторонняя засветка фотоплёнки. В некоторых случаях установка возможна с изготовлением специального адаптера для данного объектива. На опорной поверхности резьбового объектива желательно самостоятельно производить сверление отверстия под фиксирующий штырь замка байонета.

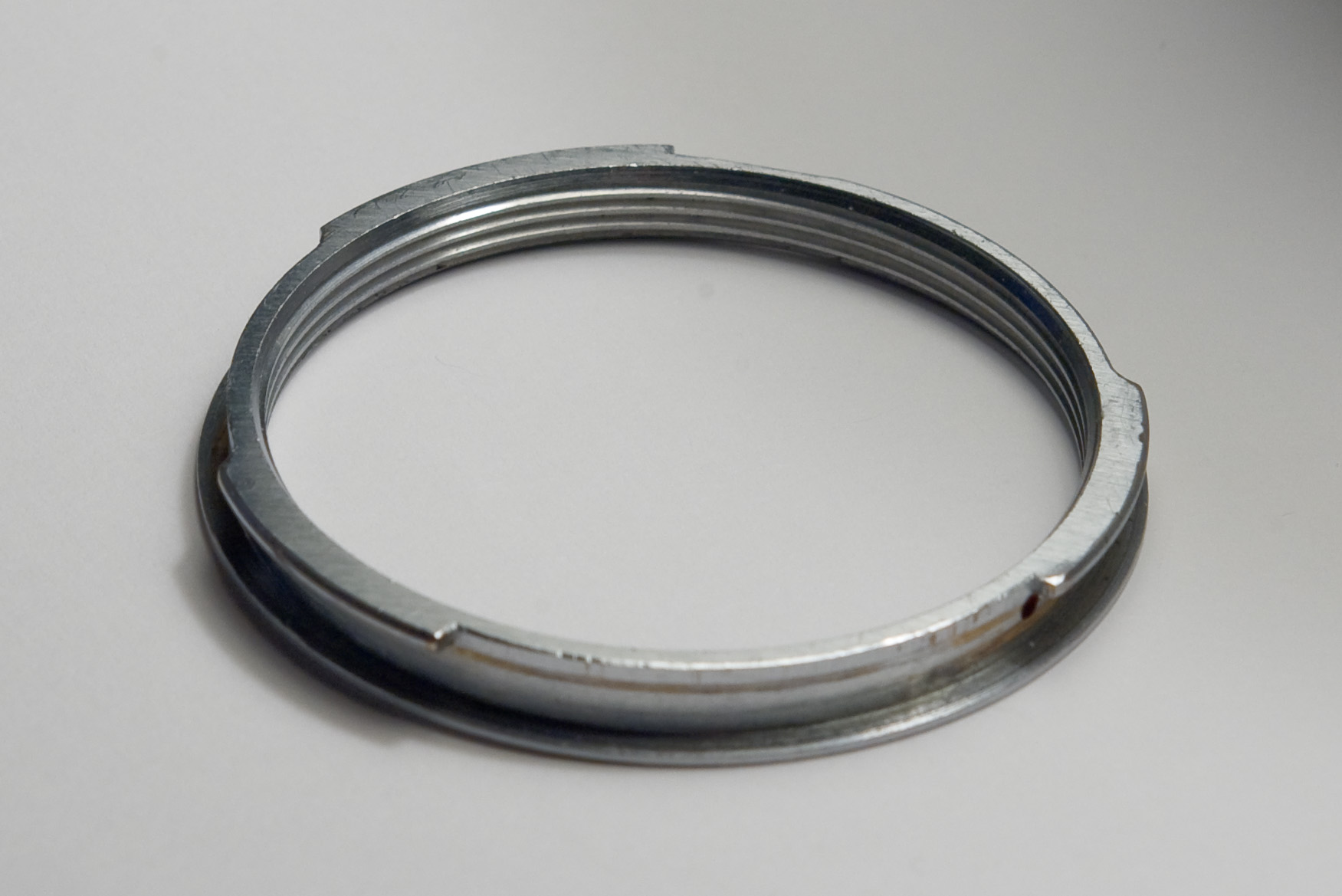
Адаптер «M42×1 - байонет К»
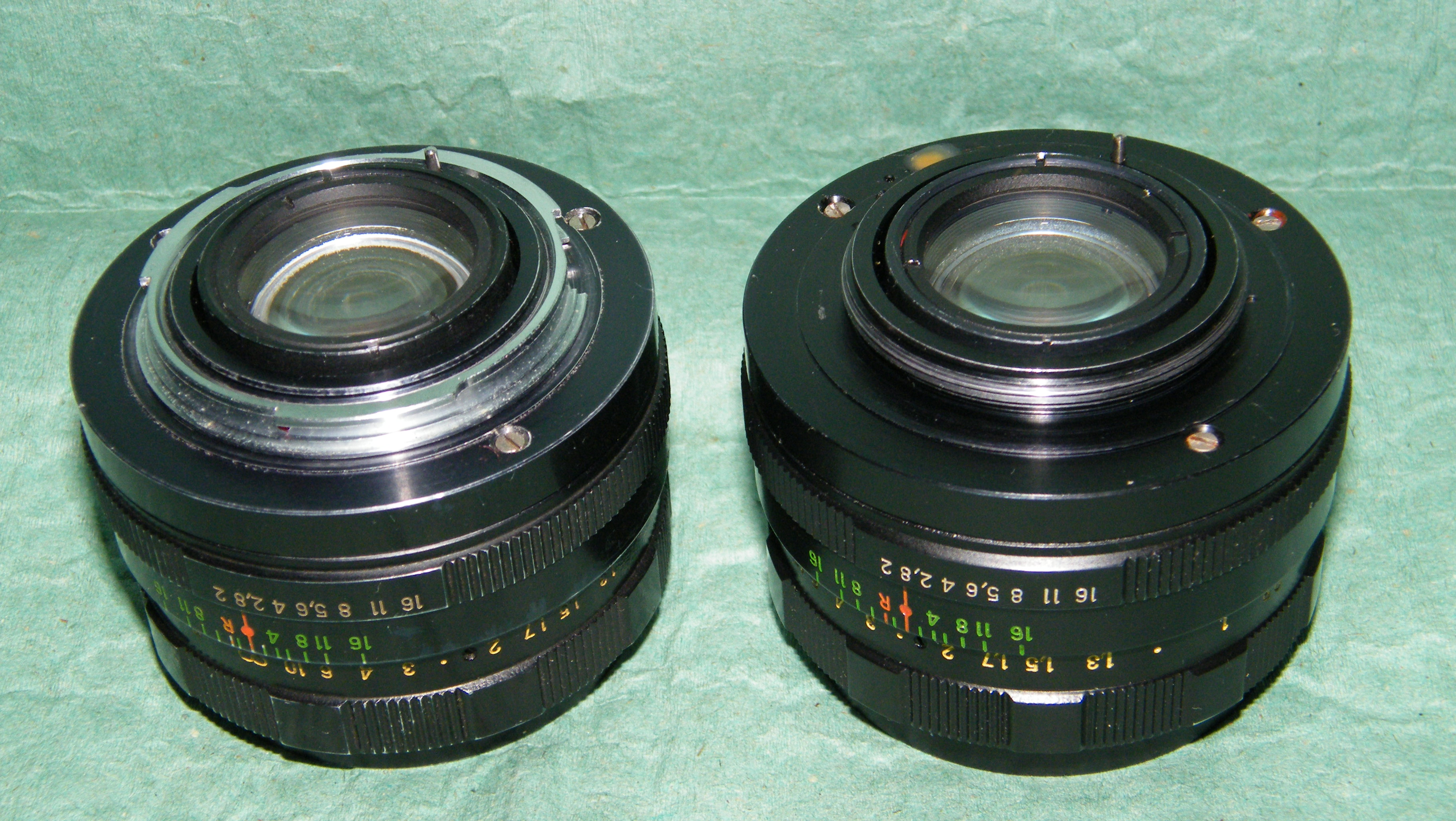
Применение адаптера «M42×1 — байонет K» на объективе «Гелиос-44М»
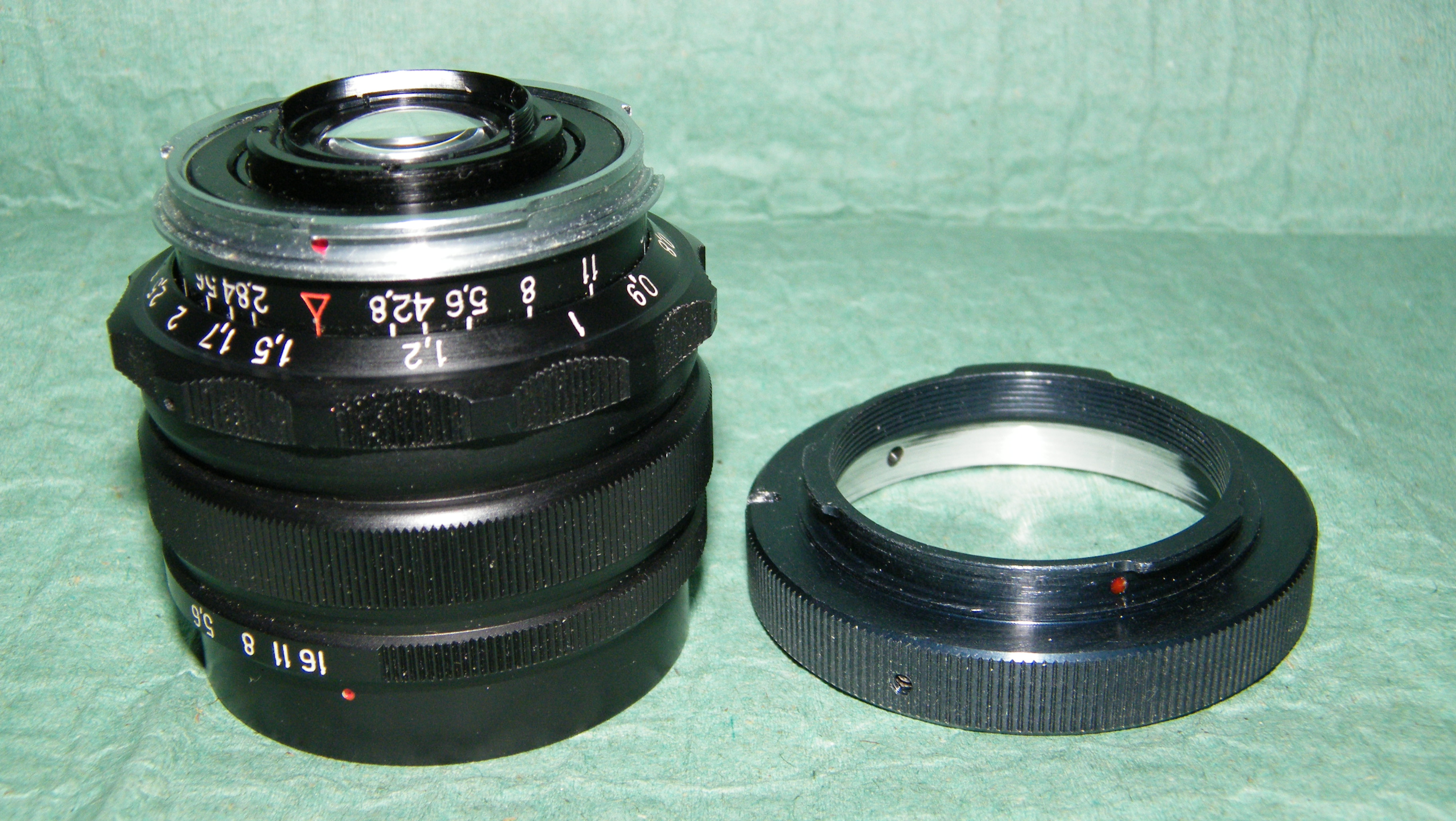
Объектив «Мир-1В» с адаптером для байонета К. Рядом — адаптер-переходник тип «А» с байонетом K для ряда советских объективов.
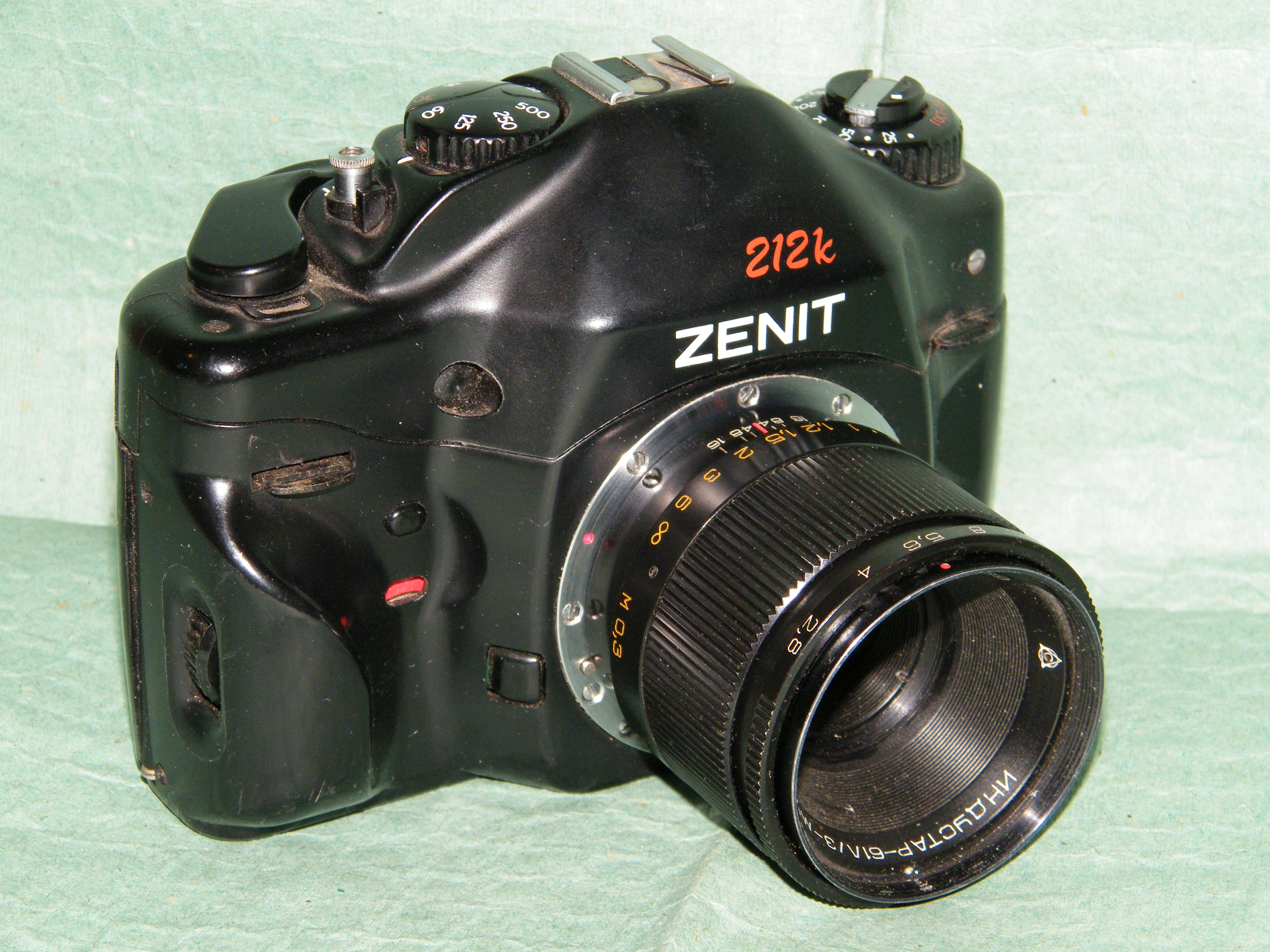
«Зенит-212k» с объективом «Индустар-61 Л/З»

### Установка объективов с резьбой M42×1 на камеры с меньшим рабочим отрезком
Рабочий отрезок большинства современных цифровых фотоаппаратов меньше рабочего отрезка крепления M42×1 — 45,5 мм. Существует много моделей переходников для возможности установки старых объективов на современные цифровые зеркальные и беззеркальные камеры. При использовании сменной оптики следует учитывать кроп-фактор.

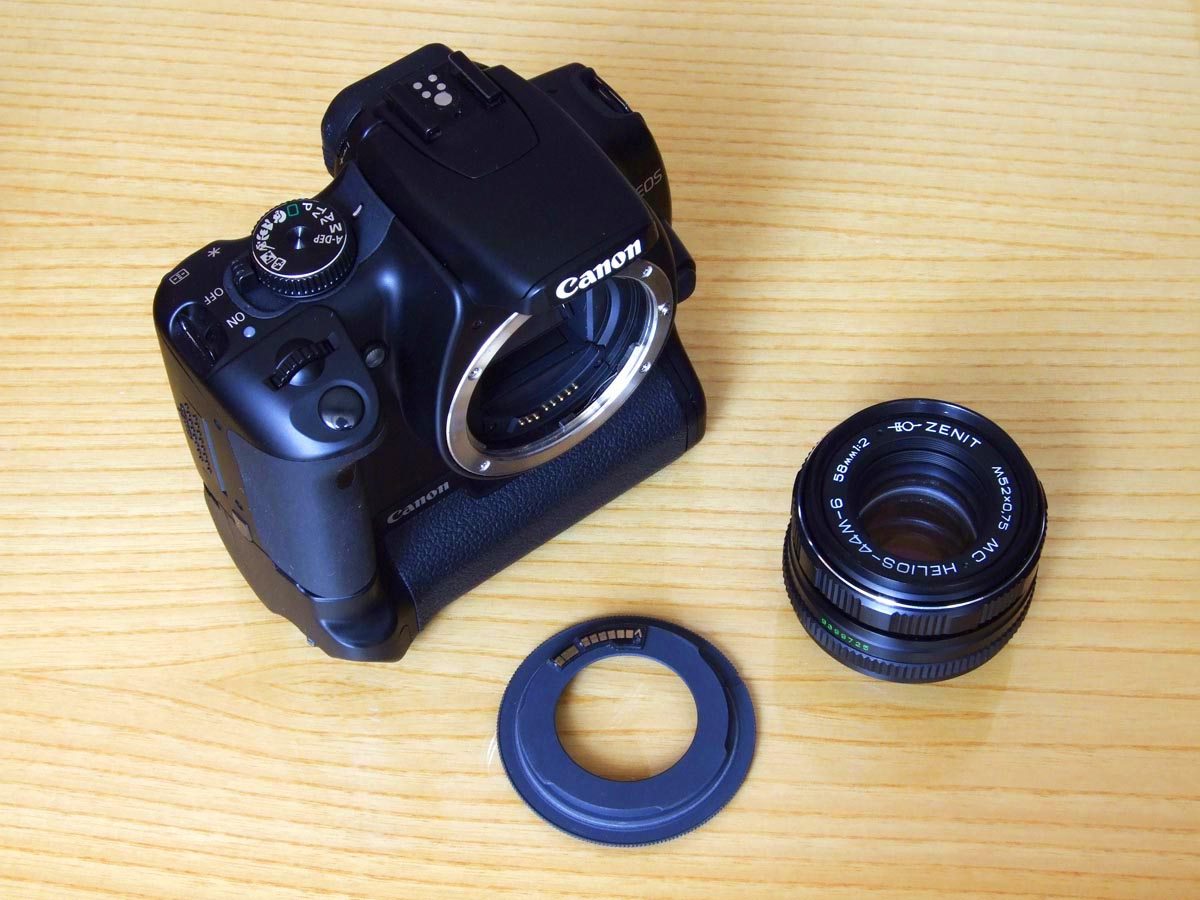
Canon EOS 400D, адаптер и объектив с резьбой М42×1
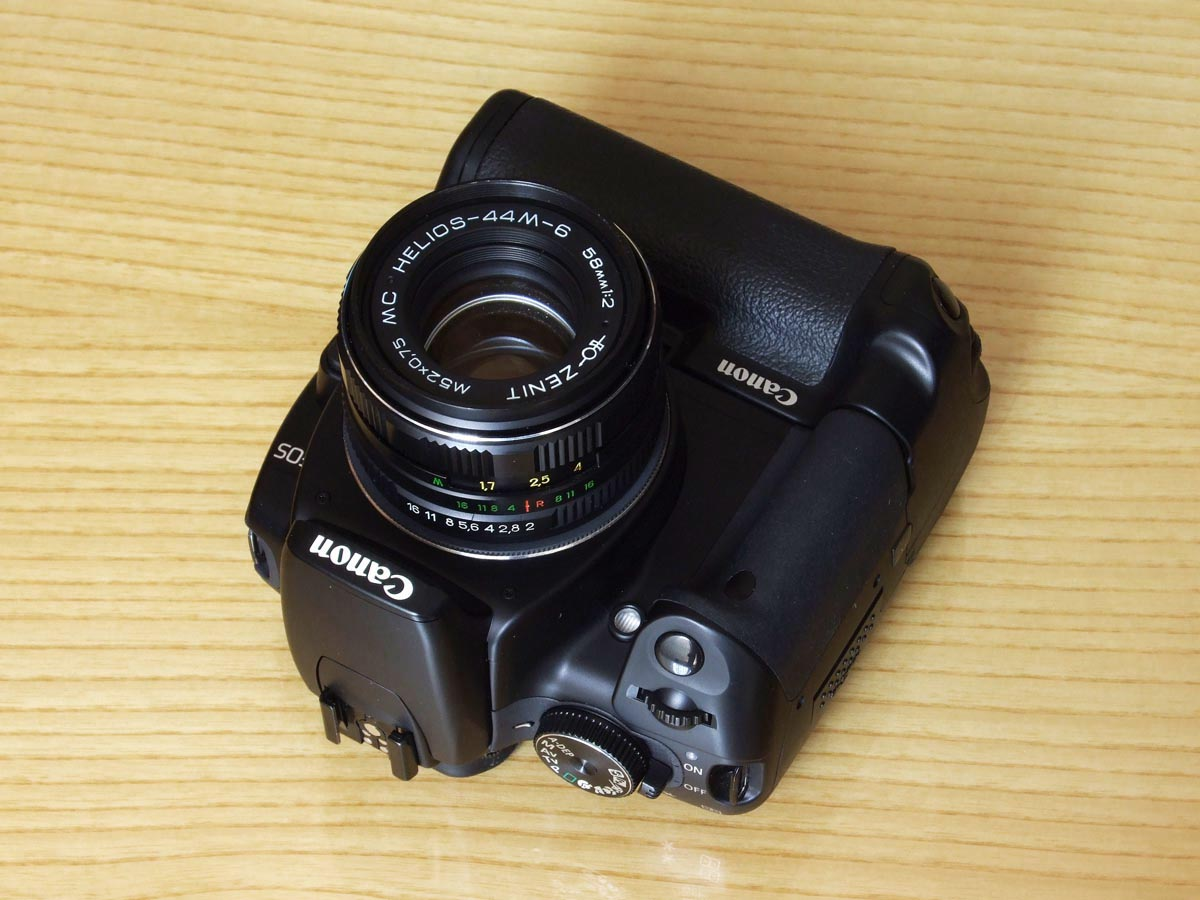
Canon EOS 400D c объективом «Гелиос-44М»
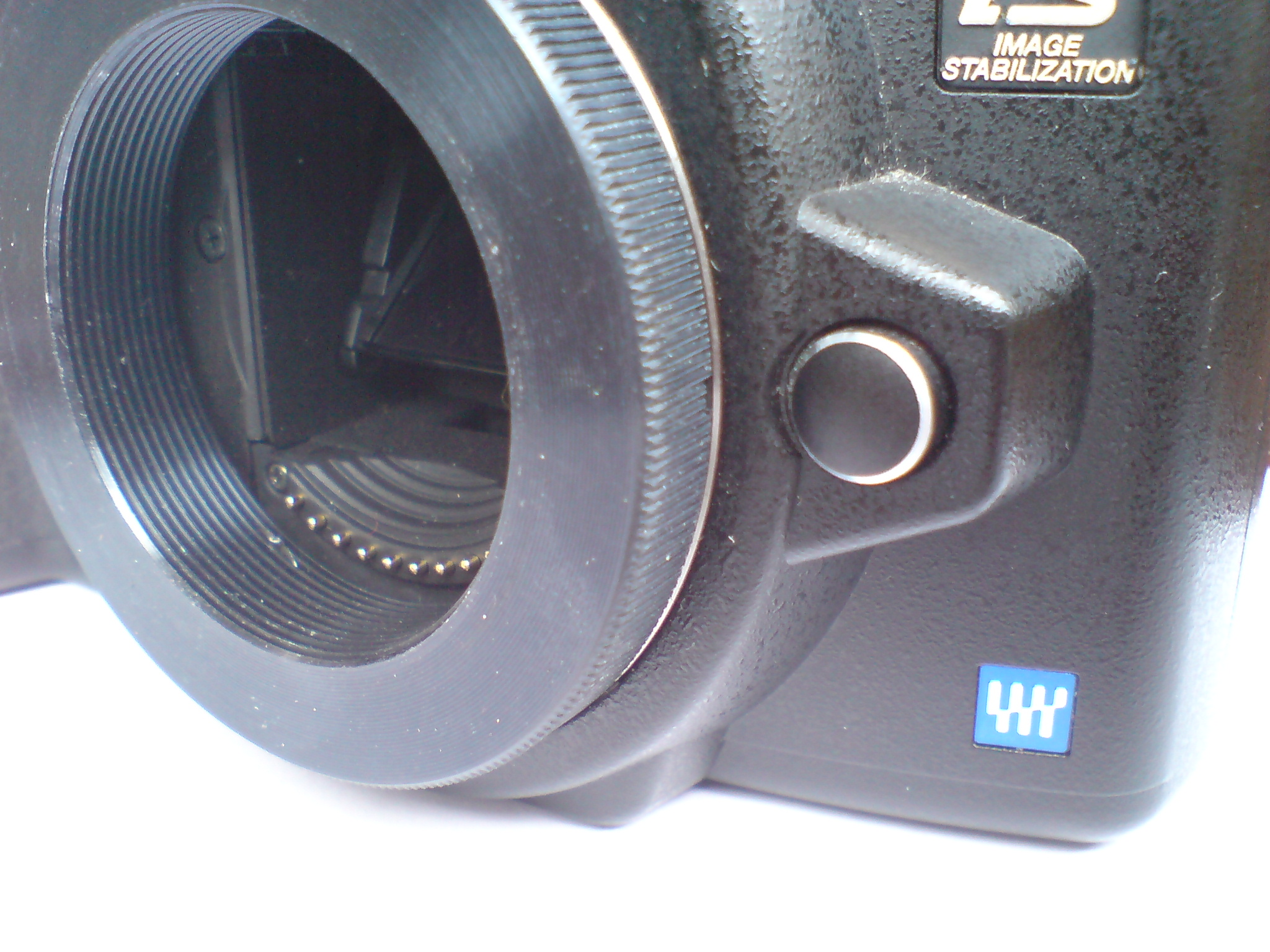
Olympus E-510 с адаптером
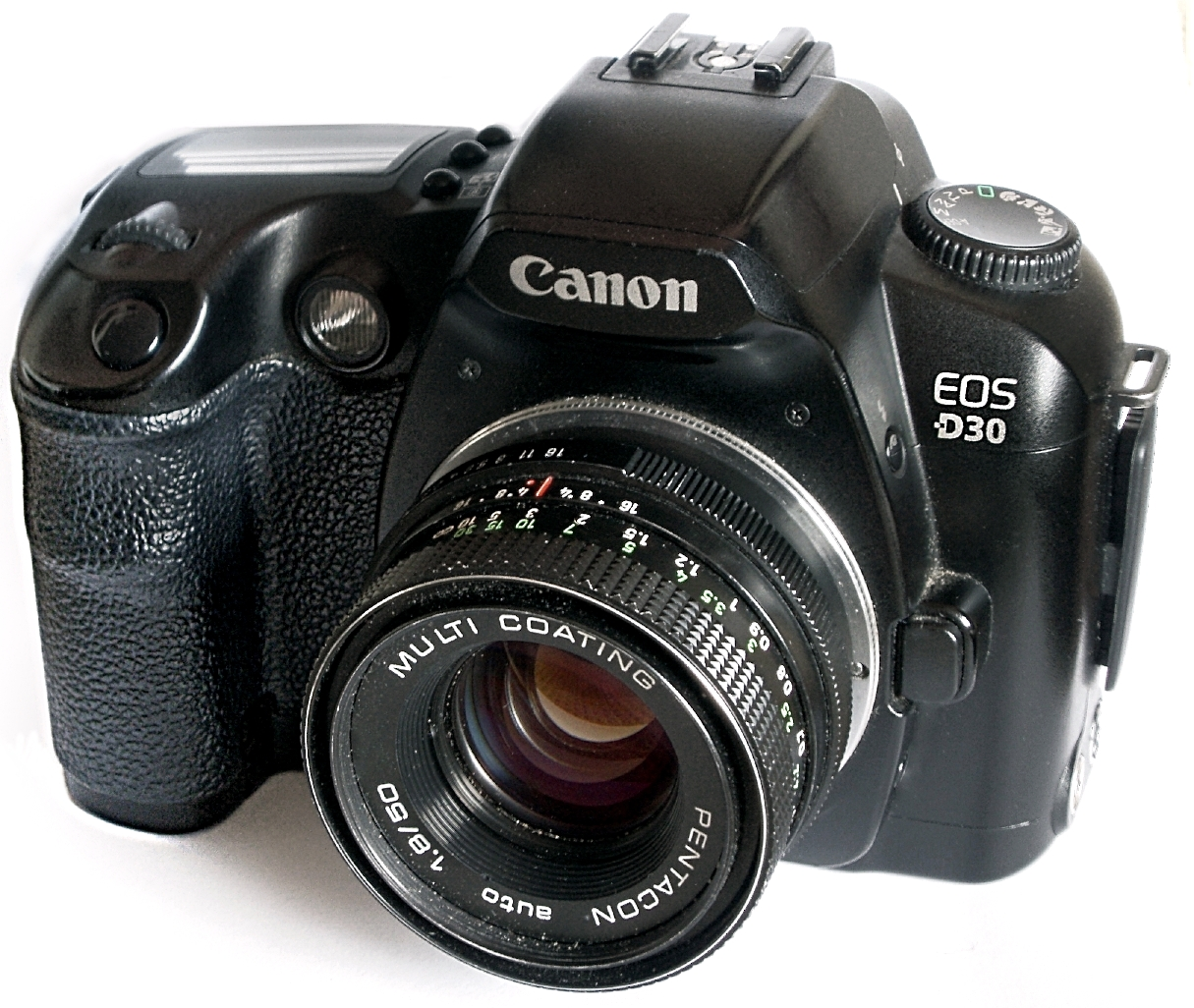
Canon EOS D30 с объективом Pentacon

### Установка объективов с резьбой M42×1 на камеры с бо́льшим рабочим отрезком
Рабочий отрезок байонета F и байонета Olympus OM больше чем у M42×1 (соответственно на 1 мм и 0,5 мм). С учётом толщины адаптера фокусировка на «бесконечность» невозможна, допустима только портретная или макросъёмка.
Восстановление фокусировки на «бесконечность» возможно применением адаптера с корректирующей линзой (M42×1 на байонет F или на байонет Olympus OM с линзой), но при этом ухудшается качество изображения и происходит ухудшение показателя светосилы. Некоторые широкоугольные объективы не могут быть использованы.
В некоторых случаях возможна кустарная переделка объектива, то есть объектив надо погрузить внутрь фотоаппарата для сохранения возможности фокусировки на «бесконечность». В ряде случаев возможна установка другого хвостовика с меньшим рабочим отрезком.